# San Jon
San Jon – wieś w Stanach Zjednoczonych, w stanie Nowy Meksyk, w hrabstwie Quay.